# Вейншенк, Эрнст
Эрнст Генрих Оскар Казимир Вейншенк (нем. Ernst Heinrich Oskar Kasimir Weinschenk; 6 апреля 1865, Эсслинген-на-Неккаре, Штутгарт — 26 марта 1921, Мюнхен) — немецкий минералог и петролог (петрограф).

## Биография
Эрнст Вейншенк родился 6 апреля 1865 года в городе Эслинген-ам-Неккар.
Изучал минералогию метеоритов и исследовал контактово-метаморфическое рудообразование в альпийском регионе Центральной Европы.
Профессор Технологического института в Мюнхене (1897—1921) и Мюнхенского университета (с 1900 года); создал целую школу петрографов; им написан ряд превосходных университетских курсов.
Он также изучал происхождение сульфидной руды из месторождения в Зильберберге (Баварский лес) и графита из месторождения в районе Пассау.
С помощью поляризационной микроскопии и тонких срезов, он описал множество новых минералов..
Эрнст Генрих Оскар Казимир Вейншенк скончался 26 марта 1921 в городе Мюнхене.

## Память
В его честь был назван минерал Вейншенкт (weinschenkite, «churchite-(г)»).